# M.O.R.
『M.O.R.』（エム・オー・アール）とは、1981年9月1日に発売されたゴダイゴの6枚目のオリジナル・アルバムである。

## 概要
- アルバム名の『M.O.R.』とは、「（MIDDLE OF THE ROAD(ミドル・オブ・ザ・ロード)）」という意味である。
- ジャケットには、メンバーの似顔絵が描かれている。この似顔絵は前作Kathmanduの販促ポスターの写真を元に描かれており、浅野の髪が短髪なのは髪を後ろで束ねているせいである。
- 今までゴダイゴの曲の作詞は、主に奈良橋陽子が手掛けていたが、このアルバムではその夫であるプロデューサー・ジョニー野村（WILL WILLIAMS）やドラマーのトミー・スナイダーが作詞を手掛けているものが多い。
- 収録曲のうち、「THREE YEARS OF LOVE（愛の3イヤーズ）」「NOTHING（ナッシング）」は、日本語版として『愛の3イヤーズ』にシングルカットされた。

## 収録曲
1. INTRODUCTION~M.O.R.（イントロダクション～エム・オー・アール）
  - 作詞:WILL WILLIAMS（「M.O.R.」）　作曲:ミッキー吉野（「INTRODUCTION」）、タケカワユキヒデ（「M.O.R.」）　編曲:ミッキー吉野
2. LONELINESS（ロンリネス）
  - 作詞:WILL WILLIAMS　作曲:タケカワユキヒデ　編曲:ミッキー吉野
3. THREE YEARS OF LOVE（愛の3(スリー)イヤーズ）
  - 作詞:H.E.R. Barnes　作曲:タケカワユキヒデ　編曲:ミッキー吉野
4. PIANO BLUE（ピアノ・ブルー）
  - 作詞:WILL WILLIAMS　作曲:タケカワユキヒデ　編曲:ミッキー吉野
5. RIVER KEEP RUNNING（リヴァー・キープ・ラニング）
  - 作詞:奈良橋陽子　作曲・編曲:ミッキー吉野
6. A HUNDRES YEARS FROM NOW（ア・ハンドレッド・イヤーズ・フロム・ナウ）
  - 作詞:H.E.R. Barnes　作曲・編曲:ミッキー吉野
7. HOME IS CALLING ME（ホーム・イズ・コーリング・ミー）
  - 作詞:Tommy Snyder　作曲:Steven Schoenberg　編曲:ミッキー吉野
8. TEARS（ティアーズ）
  - 作詞・作曲:Tommy Snyder　編曲:ミッキー吉野
9. JUST BE THERE（ジャスト・ビー・ゼア）
  - 作詞:H.E.R. Barnes　作曲・編曲:ミッキー吉野
10. IT'S ONLY MONEY（イッツ・オンリー・マネー）
  - 作詞:H.E.R. Barnes　作曲・編曲:ミッキー吉野
11. NOTHING（ナッシング）
  - 作詞:WILL WILLIAMS　作曲:タケカワユキヒデ　編曲:ミッキー吉野